# Kungsbacka (comuna)
Kungsbacka (em sueco: Kungsbacka kommun) é uma comuna da Suécia localizada no condado de Halland. Sua capital é a cidade de Kungsbacka. Possui 607 quilômetros quadrados e segundo censo de 2018, havia 83 348 habitantes.
Faz parte da Área Metropolitana de Gotemburgo.